# Arhipelagul Arctic Canadian

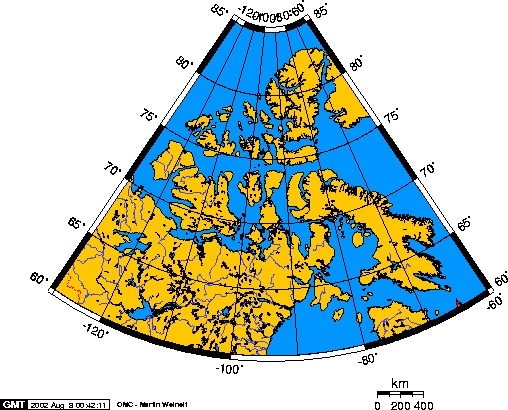
Proiecție polară a Arhipelagului Arctic Canadian

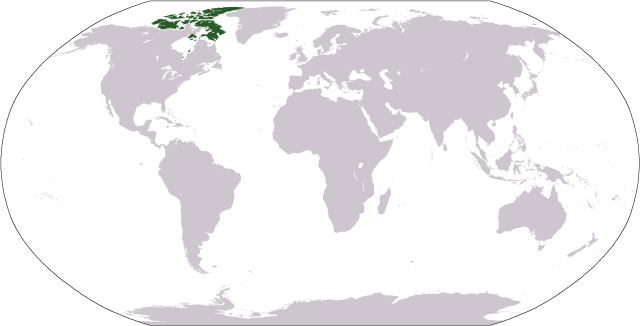
Localizarea Arhipelagului Arctic Canadian în lume

Arhipelagul Arctic Canadian (în engleză Canadian Arctic Archipelago,  în franceză Archipel arctique canadien) este un arhipelag aparținând de Canada, în extremitatea nordică a Americii de Nord. El se  întinde între Canada continentală și Oceanul Arctic, cuprinzând un număr de 36.563 insule și ocupând o suprafață totală de cca. 1.424.500 km2 . Din punct de vedere administrativ, este împărțit între teritoriul Nunavut și Teritoriile de Nord-vest.

## Geografie
De la est la vest, arhipelagul acoperă o distanță de cca. 2400 km, iar de la sud la nord, de pe continent și până la Capul Columbia (extremitatea nordică a insulei Ellesmere și implicit a continentului nord-american), o distanță de 1900 km. La vest este mărginit de Marea Beaufort, la nord de Oceanul Arctic, la sud de Canada continentală și de Golful Hudson, iar la est este despărțit de Groenlanda prin strâmtoarea Nares, golful Baffin și strâmtoarea Davis. Strâmtorile și canalele care separă diversele insule între ele și de continent sunt cunoscute sub denumirea colectivă de Pasajul de Nord-Vest.  
Majoritatea insulelor din vestul arhipelagului sunt joase, cu altitudini de sub 200 m deasupra nivelului mării. 
În schimb, insulele mari din est (Baffin, Devon, Ellesmere, Axel Heiberg) sunt muntoase și au vârfuri de peste 2000 m înălțime. Zonele mai înalte din aceste insule sunt ocupate în general de calote glaciare, care în timpul ultimei glaciațiuni s-au extins și au format Calota Glaciară Inuitiană.
Dintre insule, 15 au peste 10.000 km2, iar alte 79 depășesc 130 km2 . Cele mai importante insule din arhipelag sunt:
| Nume                      | Localizare* | Suprafață (km2)** | Rangul după suprafață | Rangul după suprafață | Perimetru (km)** | Populație (2006)*** |
| Nume                      | Localizare* | Suprafață (km2)** | Lume                  | Canada                | Perimetru (km)** | Populație (2006)*** |
| ------------------------- | ----------- | ----------------- | --------------------- | --------------------- | ---------------- | ------------------- |
| Insula Baffin             | NU          | 507.451           | 5                     | 1                     | 28.308           | 10.750              |
| Insula Victoria           | TN, NU      | 217.291           | 9                     | 2                     | 7.091            | 1.875               |
| Insula Ellesmere          | NU          | 196.236           | 10                    | 3                     | 10.748           | 146                 |
| Insula Banks              | TN          | 70.028            | 24                    | 5                     | 1.920            | 122                 |
| Insula Devon              | NU          | 55.247            | 27                    | 6                     | 3.589            | 0                   |
| Insula Axel Heiberg       | NU          | 43.178            | 32                    | 7                     | 3.061            | 0                   |
| Insula Melville           | TN, NU      | 42.149            | 33                    | 8                     | 3.107            | 0                   |
| Insula Southampton        | NU          | 41.214            | 34                    | 9                     | 1.944            | 769                 |
| Insula Prințului de Wales | NU          | 33.339            | 40                    | 10                    | 2.576            | 0                   |
| Insula Somerset           | NU          | 24.786            | 46                    | 12                    | 1.297            | 0                   |
| Insula Bathurst           | NU          | 16.042            | 54                    | 13                    | 2.069            | 0                   |
| Insula Prince Patrick     | TN          | 15.848            | 55                    | 14                    | 1.672            | 0                   |
| Insula King William       | NU          | 13.111            | 61                    | 15                    | 1.289            | 1064                |
| Insula Ellef Ringnes      | NU          | 11.295            | 69                    | 16                    | 1.027            | 0                   |
| Insula Bylot              | NU          | 11.067            | 72                    | 17                    | 579              | 0                   |

*  TN = Teritoriile de Nordvest, NU = Nunavut
** Date conform 

*** Date conform 

### Harta cu legături către insulele din arhipelag
| - King Christian - Borden - Lougheed - Brock - Mackenzie King - Helena - Cameron - Emerald - Prince Patrick - Vanier - Eglinton - Alexander - Bathurst - Melville - Byam Martin - Banks - Stefansson - Russell - Prince of Wales - Prescott - Somerset - Victoria - King William - Matty - Wales - Belcher - Long - Akimiski - Charlton | Harta de referinţă a Arhipelagului Arctic Canadian | - Ellesmere - Meighen - Axel Heiberg - Ellef Ringnes - Amund Ringnes - Cornwall - Graham - North Kent - Baillie-Hamilton - Little Cornwallis - Cornwallis - Devon - Bylot - Baffin - Jens Munk - Koch - Bray - Rowley - Foley - Air Force - Prince Charles - Vansittart - White - Southampton - Resolution - Loks - Akpatok - Salisbury - Nottingham - Mansel - Coats |

| Insule nemarcate pe hartă:                                           |                                                                        |  |
| - Beechey - Duke of York - Gateshead - Haig-Thomas - Hans - Killiniq | - Jenny Lind - Ottawa - Prince Leopold - Skraeling - Trodeley - Weston |  |

### Parcuri și rezervații naturale
În zona arhipelagului arctic canadian există o serie de parcuri naționale, parcuri teritoriale și rezervații naturale.
În zona Arhipelagului Arctic Canadian există patru parcuri naționale:
- Parcul național Aulavik, pe insula Banks
- Parcul național Auyuittuq, pe insula Baffin
- Parcul național Quttinirpaaq, în nordul insulei Ellesmere
- Parcul național Sirmilik, în nordul insulei Baffin

Este preconizată și înființarea unui nou parc național:
- Parcul național al nordului insulei Bathurst (Parcul Tuktusiuqvialuk)[7] [8]

Există în această zonă și 2 rezervații naționale faunistice (National Wildlife Areas):
- Rezervația Nirjutiqavvik (ce cuprinde insula Coburg din sudul insulei Ellesmere)
- Rezervația Polar Bear Pass (pe insula Bathurst)

De asemenea, au fost înființate 10 sanctuare pentru păsări migratoare (Migratory Bird Sanctuaries):
- Insula Akimiski
- Insula Banks 1 și Insula Banks 2
- Insula Bylot
- Cape Dorset și Dewey Soper pe insula Baffin
- Insula Prince Leopold
- Insula Seymour
- East Bay și Harry Gibbons pe insula Southampton

Dintre parcurile teritoriale, cele mai importante sunt:
- Parcul teritorial Katannilik, pe insula Baffin
- Parcul teritorial Kekerten, pe insula Baffin
- Parcul teritorial Mallikjuaq, pe insula Baffin
- Parcul teritorial Ovayok, pe insula Victoria
- Parcul teritorial Pisuktinu Tunngavik, pe insula Baffin
- Parcul teritorial Qaummaarviit, pe insula Baffin
- Parcul teritorial Sylvia Grinnell, pe insula Baffin
- Parcul teritorial Tamaarvik, pe insula Baffin
- Parcul teritorial Taqaiqsirvik, pe insula Baffin
- Parcul teritorial Tupirvik, pe insula Cornwallis

(În zona insulară administrată de Teritoriile de Nordvest nu există în prezent parcuri teritoriale).

## Populație
Cele mai multe insule nu sunt locuite permanent, iar puținele așezări umane, localizate în general pe coastele insulelor sudice, sunt ocupate predominant de populația inuită.
Cele mai importante așezări sunt:
| Municipalitatea                | Insula       | Teritoriul* | Populație (2006)** |
| Iqaluit                        | Baffin       | NU          | 6.184              |
| Cambridge Bay (Iqaluktuuttiaq) | Victoria     | TN          | 1.477              |
| Pangnirtung                    | Baffin       | NU          | 1.325              |
| Pond Inlet (Mittimatalik)      | Baffin       | NU          | 1.315              |
| Cape Dorset (Kinngait)         | Baffin       | NU          | 1.236              |
| Gjoa Haven (Uqsuqtuuq)         | King William | NU          | 1.064              |
| Clyde River (Kanngiqtugaapik)  | Baffin       | NU          | 820                |
| Coral Harbour (Salliiq)        | Southampton  | NU          | 769                |
| Sanikiluaq                     | Belcher      | NU          | 744                |
| Resolute (Qausuittuq)          | Cornwallis   | NU          | 229                |
| Grise Fiord (Aujuittuq)        | Ellesmere    | NU          | 141                |
| Alert (Aujuittuq)              | Ellesmere    | NU          | 5                  |

*  TN = Teritoriile de Nordvest, NU = Nunavut
** Date conform 
Grise Fiord, pe coasta sudică a insulei Ellesmere, este așezarea civilă cea mai nordică din America de Nord, baza militară Alert fiind cea mai nordică așezare locuită permanent din lume

## Istoric
Până în urmă cu 10.000 de ani, insulele din Arhipelagul Arctic Canadian au fost acoperite de un strat gros de gheață în timpul Glaciațiunii Wisconsin. .
Primii locuitori ai insulelor arctice canadiene aparțineau așa-numitei Culturi paleo-eschimose timpurii sau Pre-Dorset, care în urmă cu cca. 4000 de ani a început să se răspândească dinspre Alaska de Vest spre est .
În jurul anului 1000 î.Hr. a apărut o nouă fază a acestei culturi, cunoscută sub denumirea de cultura Dorset, caracterizată prin apariția de locuințe permanente și unele progrese în tehnicile de pescuit și vânătoare..
În jurul anului 1000, dinspre Alaska de nord a pornit spre est un nou val de imigranți, aparținând culturii Thule, încurajați de o încălzire temporară a climei. Datorită tehnicilor și armelor mai avansate, ei au reușit treptat să elimine reprezentanții culturii Dorset, așa încât prin anul 1500 această cultură dispăruse aproape total. Dar și purtătorii culturii Thule au trebuit să se adapteze unor condiții climatice mai reci după anul 1200, astfel apărând inuiții moderni..
Tot în jurul anului 1000 au ajuns și vikingii în America de Nord, pornind de la bazele lor din Islanda și Groenlanda. Se pare că ei cunoșteau și un ținut numit Helluland, identificat în prezent cu insula Baffin .
Plecat în căutarea Pasajului de Nordvest către Asia, Martin Frobisher a fost primul european despre care se știe sigur că a atins arhipelagul arctic canadian, prin expedițiile sale din 1576-1578, când a descoperit și explorat Golful Frobisher din insula Baffin și a intrat, accidental, în Strâmtoarea Hudson. El a luat în posesie zonele arctice în numele Angliei. A fost urmat de John Davis în 1585-1587 și apoi de Henry Hudson, care în 1610-1611 a explorat strâmtoarea și partea estică a golfului care îi poartă numele.. Expedițiile lui Thomas Button (1612-1613), William Baffin și Robert Bylot (1618), Thomas James (1631) și Luke Fox (1632) au extins și ele zonele arctice cunoscute de europeni, dar apoi a urmat o pauză de aproape două sute de ani în explorările din zona arctică insulară.
După 1820 a început o nouă fază de explorări arctice, prin John Ross (1818) și mai ales William Edward Parry (1819-1820), care a descoperit Canalul Parry și o serie de insule arctice estice. Căutarea expediției dispărute a lui John Franklin a dus, după 1845, la noi descoperiri în zonă.
Ultimele insule mai mari rămase necunoscute au fost explorate de expediții conduse de Vilhjalmur Stefansson în 1913-1918.
În 1880, Marea Britanie a cedat Canadei drepturile sale asupra zonele arctice de pe continentul american, acestea fiind cuprinse inițial în Teritoriile de Nordvest. În 1895 în cadrul teritoriului a fost fondat Districtul Franklin, care după modificări administrative în 1897 a cuprins insulele arctice și peninsulele Boothia și Melville de pe continent.
În 1908-1909, expediția canadiană condusă de Joseph-Elzéar Bernier a realizat luarea oficială în posesie a acestor teritorii.
La 1 aprilie 1999 a fost înființat un nou teritoriu canadian, Nunavut, care a înglobat și cea mai mare parte a insulelor din Arhipelagul Arctic Canadian..

## Revendicări și dispute teritoriale
Începând din 1925, Canada revendică suveranitatea asupra unui sector din zona arctică cuprins între 60° și 141° longitudine vestică și mergând până la Polul Nord, o revendicare contestată însă de celelalte țări.
Canada revendică toate căile maritime din Pasajul de Nordvest ca ape interne ale Canadei. Statele Unite ale Americii și majoritatea celorlalte țări le consideră însă ca ape internaționale.
Insula Hans, situată în Strâmtoarea Nares, între insula Ellesmere și Groenlanda, este în prezent disputată de Canada și Danemarca.